# Rondibilis japonica
Rondibilis japonica är en skalbaggsart som beskrevs av Hayashi 1968. Rondibilis japonica ingår i släktet Rondibilis och familjen långhorningar. Inga underarter finns listade i Catalogue of Life.